# 阿狸 (电影)
《阿狸》（英語：Ali's Dream Castle），為中國網絡卡通角色阿狸的動畫電影，並為阿狸系列的首部長篇動畫電影，原預計在2017年上映，後因故延後上映。《阿狸》由阿狸作者徐瀚（Hans）擔任導演及編劇，並由阿狸的創作團隊北京夢之城文化及華視娛樂共同出品。
2016年10月19日下午，電影推介會在上海市浦東嘉里大酒店舉行。
2018年3月16日，阿狸诞生12周年的日子，《阿狸·夢之城堡》首度曝光其先导预告。於2024年8月17日上映

## 概要
《阿狸》故事设定在真實世界，背景在徐瀚的家鄉青岛。

## 外部連結
- 阿狸官方网站
- 互联网电影数据库（IMDb）上《阿狸》的资料（英文）
- 豆瓣电影上《阿狸》的資料 （简体中文）